# Centaurea rhaetica
Centaurea rhaetica — вид квіткових рослин родини айстрових (Asteraceae). Ареал: Швейцарія, пн. Італія.

## Морфологічна характеристика
Подібний до C. nervosa, але стебла та листки ледь шорсткі з часто розкиданими білими волосками. Верхні листки сидячі зі звуженою основою. Квіткові голови лише 1.2–1.5 см завдовжки, довші за товщину. Період цвітіння: липень і серпень.